# Энергетика Ульяновской области
Энергетика Ульяновской области — сектор экономики региона, обеспечивающий производство, транспортировку и сбыт электрической и тепловой энергии. По состоянию на начало 2020 года, на территории Ульяновской области эксплуатировались 8 электростанций общей мощностью 1031,6 МВт, в том числе одна АЭС, две ветроэлектростанции, две малые ГЭС и три тепловые электростанции. В 2019 году они произвели 2608,3 млн кВт·ч электроэнергии.

## История
Первая небольшая электростанция на территории современной Ульяновской области появилась в 1890 году в селе Измайлово, она обеспечивала энергоснабжение суконной фабрики. Небольшие электростанции, обслуживающие отдельных потребителей, в начале XX века появились и в Симбирске, одна из них обеспечивала электроэнергией Симбирский дворянский пансион-приют и дом губернатора. Первая электростанция общего пользования мощностью 530 кВт была пущена в Симбирске 1 января 1913 года. Станция, использующая дизель-генераторы, вырабатывала трёхфазный переменный ток, который использовался для освещения и привода насосов водозабора. После ряда модернизаций эта электростанция проработала до 1957 года.
До середины 1940-х годов электрификация Ульяновской области шла по пути строительства небольших электростанций. Строительство первой крупной электростанции, Ульяновской ТЭЦ-1, было начато в марте 1943 года, станция создавалась в первую очередь для энергоснабжения создаваемого Ульяновского автомобильного завода. Первый турбоагрегат станции был пущен 31 декабря 1946 года, а в 1951 году Ульяновская ТЭЦ-1 была связана линией электропередачи напряжением 22 кВ со старой Ульяновской городской электростанцией. Первая очередь Ульяновской ТЭЦ-1 включала в себя два турбоагрегата мощностью по 6 кВт и три работавших на угле котла. Впоследствии станция неоднократно расширялась.
19 июля 1958 года решением Совета министров РСФСР была создана Ульяновская энергосистема и районное энергетическое управление «Ульяновскэнерго», в состав которого вошли Ульяновская ТЭЦ-1 и электрические сети. В 1959 году в Ульяновск пришла электроэнергия Жигулёвской ГЭС, в 1960 году Ульяновская ТЭЦ-1 была включена в параллельную работу с энергосистемой Средней Волги.
В 1956 году было принято решение о создании в Димитровграде опытной станции Института атомной энергии АН СССР — будущего Научно-исследовательского института атомных реакторов (НИИАР). В 1965 году на площадке института вводится в эксплуатацию водо-водяной кипящий реактор ВК-50, а в 1969 году — реактор на быстрых нейтронах БОР-60. Помимо научно-исследовательских задач, эти реакторы оборудованы турбогенераторами и выдают электроэнергию в энергосистему, являясь, таким образом, атомной электростанцией.
В 1977 году в левобережной части Ульяновска начинается строительство Ульяновской ТЭЦ-2, предназначенной для энергоснабжения Ульяновского авиационного завода и прилегающих районов города. Уже в 1978 году станция начала вырабатывать тепло. Первый энергоблок Ульяновской ТЭЦ-2 был пущен в 1985 году, второй — в 1989 году и третий в 1993 году.
В 1986 году было начато возведение Ульяновской ТЭЦ-3. В первую очередь сооружались водогрейные котлы, первый из которых был пущен в 1989 году, а последний, пятый — в 1993 году. Во вторую очередь предусматривался монтаж энергетических котлов и турбоагрегатов общей мощностью 540 МВт, но социально-экономический кризис 1990-х годов заставил отказаться от этих планов и Ульяновская ТЭЦ-3 эксплуатируется как водогрейная котельная. К декабрю 2021 года ТЭЦ-3 выведена из эксплуатации и продается.
В 2006 году на очистных сооружениях Ульяновского водоканала была построена Ульяновская МГЭС-1, в 2012 году — Ульяновская МГЭС-2. С пуска в 2018 году Ульяновской ВЭС (на тот момент крупнейшей в России) в Ульяновской области начала развиваться ветроэнергетика. В 2019 году была введена в эксплуатацию Ульяновская ВЭС-2, на 2020 год запланирован пуск ещё пяти ветроэлектростанций, мощностью по 15 МВт каждая.

## Генерация электроэнергии
По состоянию на начало 2020 года, на территории Ульяновской области эксплуатировались 8 электростанций, общей мощностью 1031,6 МВт. В их числе одна атомная электростанция — исследовательские реакторы НИИАР (ИЯУ НИИАР), две ветроэлектростанции — Ульяновская ВЭС и Ульяновская ВЭС-2, две малые ГЭС — Ульяновские МГЭС-1 и МГЭС-2, три тепловые электростанции — Ульяновская ТЭЦ-1, Ульяновская ТЭЦ-2 и ТЭЦ НИИАР.

### ИЯУ НИИАР
Расположенный в г. Димитровграде Научно-исследовательский институт атомных реакторов (НИИАР) эксплуатирует атомные реакторы ВК-50 и БОР-60, которые, помимо научно-исследовательских задач, обеспечивают выработку электроэнергии, являясь, таким образом, атомной электростанцией. Реактор ВК-50 был пущен в 1965 году, БОР-60 — в 1969 году. Установленная мощность станции — 72 МВт, фактическая выработка электроэнергии в 2019 году — 202,9 млн кВт·ч. Оборудование станции включает в себя два энергоблока мощностью 60 МВт и 12 МВт.

### Ульяновская ТЭЦ-1
Расположена в г. Ульяновске, один из основных источников теплоснабжения города. Крупнейшая электростанция региона. Паротурбинная теплоэлектроцентраль, в качестве топлива использует природный газ. Эксплуатируемые в настоящее время турбоагрегаты введены в эксплуатацию в 1972—1988 годах, при этом сама станция работает с 1946 года, являясь старейшей ныне действующей электростанцией региона. Установленная электрическая мощность станции — 435 МВт, тепловая мощность — 1514 Гкал/час (без учёта оборудования Ульяновской ТЭЦ-3, организационно входящей в состав Ульяновской ТЭЦ-1). Фактическая выработка электроэнергии в 2019 году — 1201,4 млн кВт·ч. Оборудование станции включает в себя пять турбоагрегатов, один мощностью 60 МВт, два — по 80 МВт, один — 105 МВт и один — 110 МВт. Также имеется пять котлоагрегатов и шесть водогрейных котлов. Принадлежит ПАО «Т Плюс».

### Ульяновская ТЭЦ-2
Расположена в г. Ульяновске, один из основных источников теплоснабжения города. Паротурбинная блочная теплоэлектроцентраль, в качестве топлива использует природный газ. Турбоагрегаты станции введены в эксплуатацию в 1985—1993 годах. Установленная электрическая мощность станции — 417 МВт, тепловая мощность — 1401 Гкал/час. Фактическая выработка электроэнергии в 2019 году — 908 млн кВт·ч. Оборудование станции включает в себя три турбоагрегата, мощностью 175 МВт, 142 МВт и 100 МВт. Также имеется пять котлоагрегатов и три водогрейных котла. Принадлежит ПАО «Т Плюс»

### ТЭЦ НИИАР
Расположена в г. Димитровграде, один из основных источников теплоснабжения города. Паротурбинная теплоэлектроцентраль, в качестве топлива использует природный газ. Установленная электрическая мощность станции — 20,5 МВт, тепловая мощность — 406 Гкал/час. Фактическая выработка электроэнергии в 2019 году — 89,2 млн кВт·ч. Оборудование станции включает в себя четыре турбоагрегата, три мощностью по 6 МВт и один 2,5 МВт. Также имеется четыре котлоагрегата и водогрейные котлы. Принадлежит ООО «НИИАР-ГЕНЕРАЦИЯ» (входит в концерн «Росатом»)

### Ветровые электростанции
На территории Ульяновской области эксплуатируются две ветровые электростанции, расположенные в Чердаклинском районе на смежных площадках:
- Ульяновская ВЭС — мощность 35 МВт, фактическая выработка электроэнергии в 2019 году — 87,5 млн кВт·ч. Оборудование станции включает в себя 14 ветроэнергетических установок. Введена в эксплуатацию в 2018 году. Принадлежит ПАО «Фортум».
- Ульяновская ВЭС-2 — мощность 50,4 МВт, фактическая выработка электроэнергии в 2019 году — 119,2 млн кВт·ч. Оборудование станции включает в себя 14 ветроэнергетических установок. Введена в эксплуатацию в 2019 году. Принадлежит ООО «Первый ветропарк ФРВ» (совместное предприятие ПАО «Фортум» и АО «Роснано»).

### Малые ГЭС
На территории Ульяновской области эксплуатируются две малые гидроэлектростанции, Ульяновская МГЭС-1 мощностью 1,2 МВт (введена в эксплуатацию в 2006 году) и Ульяновская МГЭС-2 мощностью 0,5 МВт (введена в эксплуатацию в 2011 году). Обе станции используют сбросные воды очистных сооружений. Обслуживаются ОАО ТГК-15.

## Потребление электроэнергии
Потребление электроэнергии в Ульяновской области (с учётом потребления на собственные нужды электростанций и потерь в сетях) в 2019 году составило 5611 млн кВт·ч, максимум нагрузки — 962 МВт. Таким образом, Ульяновская область является энергодефицитным регионом по электроэнергии и сбалансированным по мощности. Крупнейшие потребители электроэнергии — ОАО «РЖД», Ульяновский автомобильный завод, АО «Транснефть». Функции гарантирующего поставщика электроэнергии выполняют ПАО «Ульяновскэнерго», АО «ЭнергосбыТ Плюс» и ещё более десяти компаний.

## Электросетевой комплекс
Энергосистема Ульяновской области входит в ЕЭС России, являясь частью Объединённой энергосистемы Средней Волги, находится в операционной зоне филиала АО «СО ЕЭС» — «Региональное диспетчерское управление энергосистем Самарской и Ульяновской областей» (Самарское РДУ). Энергосистема региона связана с энергосистемами Саратовской области по одной ВЛ 500 кВ, Самарской области по двум ВЛ 500 кВ, двум ВЛ 220 кВ, восьми ВЛ 110 кВ, двум ВЛ 35 кВ и шести ВЛ 10 кВ, Пензенской области по одной ВЛ 500 кВ, двум ВЛ 220 кВ, четырём ВЛ 110 кВ и одной ВЛ 10 кВ, Нижегородской области по двум ВЛ 500 кВ, Татарстана по двум ВЛ 110 кВ и одной ВЛ 35 кВ.
Общая протяженность линий электропередачи составляет 34 469,9 км, в том числе воздушных линий электропередач напряжением 500 кВ — 516,1 км, 220 кВ — 475,5 км, 110 кВ — 1992,4 км, 35 кВ — 1675,4 км, 6-10 кВ — 12 372,9 км, 0,4 кВ — 13 000,3 км, кабельных линий напряжением 35-110 кВ — 61,7 км, 0,4-10 кВ — 4375,6 км. Магистральные линии электропередачи напряжением 220—500 кВ эксплуатируются филиалом ПАО «ФСК ЕЭС» — «Средне-Волжское предприятие магистральных электрических сетей», распределительные сети напряжением 110 кВ и ниже — филиалом ПАО «МРСК Волги» — «Ульяновские распределительные сети» и территориальными сетевыми организациями.